# 천만리
천만리(千萬里, 1543년 ~ ?)는 명나라의 수위사 겸 총독장(守衛使兼總督將)으로 임진왜란과 정유재란 때 조선에서 전공을 세우고 귀화하여 한국 영양 천씨의 중시조가 된 장군이다. 자는 원지(遠之), 호는 사암(思庵), 시호는 충장(忠壯)이다. 묘는 전라북도 남원시 금지면 방촌리에 있다.

## 생애
아버지는 천종악(千鐘嶽)이며, 어머니는 병부시랑 전탁(錢鐸)의 딸이다. 9세에 외삼촌 전륜(錢倫)에게 의탁되어 공부하였다.
1571년 무과에 장원 급제하여 1575년에 총절사(總節使)가 되어 몽골군을 격퇴하였다. 그 공으로 내직인 내위진무사(內衛鎭撫使)가 되었으나, 남의 참소를 입어 양릉(陽陵)에 귀양살이하였다. 8년의 귀양살이 후에 태청전수위사(太淸殿守衛使)와 총독오군사를 겸직하였다. 태청전수위사로 있을 때 임진왜란이 일어나자 조선이 명나라에 원병을 요청하였는데, 1592년 임진왜란 때 중국 명나라 황제의 명으로 조병영양사(調兵領糧使) 겸 총독장(總督將)으로 두 아들 천상(千祥), 천희(千禧)과 함께 이여송을 따라 조선에 와서 군량 수송업무를 관장하였다.
철기(鐵騎) 2만 명을 거느리고 제독(提督) 이여송을 따라 압록강을 건너 곽산(郭山)에서 첫 전투를 이긴 다음, 평양(平壤)으로 진군하여 주둔하고 있는 적을 포위하였다. 제3차 평양 전투에서 칠성문을 공격했는데, 대포로 문짝을 부수고 군사를 정돈하여 들어가 승세(勝勢)를 타고 싸운 결과 1,280여 급(級)을 참획(斬獲)하였다. 계속 싸우면서 동래(東萊)에까지 이르는 동안 연전연승함으로써 적의 예봉을 꺾어놓았다.
1597년 정유재란 때는 마귀(麻貴) 제독을 따라 파병되어, 중사마(中司馬)로서 일본 군사와 직산(稷山)에서 싸웠는데, 매복하였다가 들이치자 적들은 풀대 쓰러지듯 하였으며, 울산(蔚山)까지 도망치는 적을 승세를 타서 곧바로 무찔러 버리고 그 공로를 서생진(西生鎭)의 층암절벽에 새겼다.
임진왜란이 끝나자 1600년(선조 33) 8월 만세덕(萬世德)·이승훈(李承勛)은 귀국하였으나, 그는 따라가지 않고 조선에 머물러 살았다. 왕경(王京)에 머무르면서 금강산(金剛山)에 세 번 가보고 두류산(頭流山)에 두 번 올랐는데, 이르는 곳마다 시를 읊어 감회를 털어놓았다. 대체로 천만리가 고국에 대한 그리움을 억누르고 이국 땅의 고신(孤臣)이 된 것은 명나라가 마지막 운수에 들어서고 중국이 오랑캐 땅으로 되리라는 것을 예감하고 후손들이 오랑캐 땅에 들어가지 않게 하자는 것이었다.
선조는 그의 전공을 생각하여 자헌대부(資憲大夫)로 봉조하(奉朝賀)의 벼슬을 내리고, 화산군(花山君)에 봉하여 전(田) 30결(結)을 급복(給復)하였으며, 그의 장남 천상(千祥)은 한성부좌윤(漢城府左尹), 차남 천희(千禧)는 평구도찰방(平邱道察訪)으로 승진시켜 자손에게 세록을 전수받게 하였다.
숙종이 대보단(大報壇)을 설치하여 종향(從享)하도록 명하였고, 1827년 순조(純祖)는 신주(神主)를 부조(不祧)하도록 하였다.
정1품 숭정대부 궁내부특진관 김영목에 의해 시장이 작성되었으며, 1910년 7월 26일 순종은 종헌의 뜻이 담겨져 있는 충장(忠莊)이라는 시호를 하사하였다.

## 가족 관계
장자인 천상은 한성부좌윤과 오원도총관을 겸직하였고, 차자인 천희는 사헌부장령을 지냈다. 이들 두 형제는 슬하에 각 6남과 4남을 두어 한국 영양 천씨 10파를 이루게 되었다.
- 부 : 천종악(千鐘嶽)
- 모 : 전탁(錢鐸)의 딸
  - 부인 : 영녕백(永寧佰) 허언(許彦)의 딸
    - 장남 : 천상(千祥)
    - 차남 : 천희(千禧)

## 상훈
숙종 때 조정에서 공적을 기리기 위해 ‘대보단(大報壇)’을 설치하여 종향(從享)하였고, 고성(固城)의 호암서원(虎巖書院), 청도(淸道)의 황강서원(皇岡書院), 문경(聞慶)의 노양각(魯陽閣), 진양(晉陽)의 만첨각(萬瞻閣), 안동(安東)의 동산서원(東山書院), 남원(南原)의 환봉사(環峰祠) 등에 배향되었다.
1910년 7월 26일에 순종에 의해 종헌의 뜻이 담겨져 있는 충장(忠莊)이라는 시호를 하사했다.

## 저서
저서로 시 44수와 문 2편이 《사암천문집》에 전한다.

## 같이 보기
- 영양 천씨
- 임진왜란
- 이여송
- 마귀 (명나라)
- 만세덕